# Oksana Akinshina
Oksana Sergeevna Akinshina (São Petersburgo, 19 de abril de 1987) é uma atriz russa. Ela é mais conhecida por seus papéis nos filmes Sisters (2001), Lilja 4-ever (2002), The Bourne Supremacy (2004) e Stilyagi (2008).

## Carreira
Oksana Akinshina começou a atuar aos 12 anos. Ela foi descoberta por Sergei Bodrov Jr., e fez sua estreia no cinema no filme policial Sisters (2001), dirigido por Bodrov. Seu segundo filme, Lilya 4-Ever (2001), lhe rendeu uma indicação ao European Film Award de Melhor Atriz. Por seu papel em Lilya 4-Ever, ela também recebeu o Prêmio Guldbagge. Desde então Akinshina atuou nos filmes Het Zuiden, dirigido por Martin Koolhoven, e The Bourne Supremacy (2004), dirigido por Paul Greengrass.

## Filmografia
| Ano  | Título                                | Papel                    | Notas |
| ---- | ------------------------------------- | ------------------------ | ----- |
| 2001 | Sisters                               | Svetlana "Sveta" Malakov |       |
| 2002 | Lilja 4-ever                          | Lilya Michailova         |       |
| 2002 | In Motion                             | Ania                     |       |
| 2003 | The Moth Games                        | Zoyka                    |       |
| 2003 | Het zuiden                            | Zoya                     |       |
| 2003 | Kamenskaya III: The Illusion of a Sin | Ira Terekhina            | TV    |
| 2004 | The Bourne Supremacy                  | Irena Neski              |       |
| 2004 | Women in the Game without Rules       | Alka                     | TV    |
| 2005 | Female Novel                          | Ksenia                   | TV    |
| 2006 | Captain's Children                    | Polina Grinyova          | TV    |
| 2006 | Moscow Zero                           | Lyuba                    |       |
| 2006 | Moscow Mission                        | Anna                     |       |
| 2007 | Wolfhound                             | Knesinka Elen            |       |
| 2008 | Stilyagi                              | Polsza                   |       |
| 2008 | Birds of Paradise                     | Katenyka                 |       |
| 2008 | Number One Enemy                      | Katya                    |       |
| 2009 | I Am                                  | Nina                     |       |
| 2010 | Blizzard                              | Varya                    | TV    |
| 2011 | Vysotsky. Thank You For Being Alive   | Tatiana Ivleva           |       |
| 2012 | 8 First Dates                         | Vera Kazantseva          |       |
| 2012 | Wristcutters                          | Marina                   |       |
| 2012 | Nowhere to hurry                      | Motociclista             |       |
| 2015 | 8 New Dates                           | Vera Kazantseva          |       |
| 2015 | SOS, Ded Moroz, or all come true!     | Olga                     |       |
| 2015 | Loop Nesterov                         | Olga, Filha de Korolev   | TV    |
| 2016 | SuperBobrovy                          | Sveta Bobrova            |       |
| 2016 | To each his own                       | Oksana                   | TV    |
| 2016 | Molot                                 | Vera                     |       |
| 2016 | Children's World                      |                          |       |
| 2016 | 8 Best Dates                          | Vera Kazantseva          |       |
| 2019 | Quiet Comes the Dawn                  | Maria Konnova            |       |
| 2020 | Sputnik                               | Tatyana Yuryevna Klimova |       |
| 2020 | Chernobyl: Abyss                      | Olga Savostina           |       |